# Episodi di Kung Fu Panda: Il cavaliere dragone (prima stagione)
La prima stagione della serie animata Kung Fu Panda - Il cavaliere dragone, composta da 11 episodi, è stata interamente pubblicata dal servizio di streaming on demand Netflix il 14 luglio 2022 in tutti i paesi in cui il servizio è disponibile.
| Nº | Titolo originale              | Titolo italiano                         | pubblicazione  |
| -- | ----------------------------- | --------------------------------------- | -------------- |
| 1  | A Cause for the Paws          | Per una buona causa                     | 14 luglio 2022 |
| 2  | The Knight's Code             | Il codice dei cavalieri                 | 14 luglio 2022 |
| 3  | The Lotus                     | Il loto                                 | 14 luglio 2022 |
| 4  | The Legend of Master Longooth | La leggenda di Maestra Zanna            | 14 luglio 2022 |
| 5  | The Gateway to the Desert     | La porta del deserto                    | 14 luglio 2022 |
| 6  | The Lost City                 | La città perduta                        | 14 luglio 2022 |
| 7  | #The Last Guardian            | L'ultima guardiana                      | 14 luglio 2022 |
| 8  | A Thread in the Dark          | Un filo nell'oscurità                   | 14 luglio 2022 |
| 9  | Slow boat to England          | Una barca lenta per l'Inghilterra       | 14 luglio 2022 |
| 10 | The Knight's Fall: Part 1     | La caduta del cavaliere (prima parte)   | 14 luglio 2022 |
| 11 | The Knight's Fall: Part 2     | La caduta del cavaliere (seconda parte) | 14 luglio 2022 |

## Per una buona causa
- Titolo originale: A Cause for the Paws
- Diretto da: Shaunt Nigoghossian
- Scritto da: Peter Hasting

### Trama
La popolarità di Po diminuisce quando le perfide donnole rubano un potente guanto. La guerriera inglese Lama Errante si offre per dare la caccia alle ladre.

## Il codice dei cavalieri
- Titolo originale: The Knight's Code
- Diretto da: Matthew Humpreys
- Scritto da: Christoper Amick e Ben Mekler

### Trama
Po si offre come apprendista di lama, ma i loro caratteri diversi finiscono per scontrarsi.... fino a quando la maestria nel kung fu di Po non fa colpo sulla guerriera. 

## Il loto
- Titolo originale: The Lotus
- Diretto da: Kevin Wotton e James Yang
- Scritto da: Jasmine Chong

### Trama
Quando Klaus e Veruca attaccano un villaggio di ricci per una pergamena, Po deve scegliere tra aiutare una prigioniera e conservare la fiducia dei monaci anziani.

## La leggenda di Maestra Zanna
- Titolo originale: The Legend of Master Longtooth
- Diretto da: David Dick e James Yang
- Scritto da: Shane Lynch

### Trama
Con la compagnia proibita dell'imperatore alla calcagna, Lama Errante e Po si recano dal fumettista preferito del panda per scoprire dove si trova l'arma successiva.

## La porta del deserto
- Titolo originale: The Gateway to the Desert
- Diretto da: Mike Goguen e Matthew Humpreys
- Scritto da: Christopher Amick e Ben Mekler

### Trama
Una misteriosa figura aiuta Po, che deve mettere da parte le differenze con Lama Errante. Il duo si imbatte in Klaus e Veruca al mercato delle spezie nel deserto.

## La città perduta
- Titolo originale: The Lost City
- Diretto da: Kevin Wotton e James Yang
- Scritto da: Joy Regulland

### Trama
Po e Lama Errante seguono la mappa del fumetto e attraversano il pericoloso deserto. Il cervo riservato stringe un patto con Klaus e Veruca. 

## L'ultima guardiana
- Titolo originale: The Last Guardian
- Diretto da: David Dick e Calvin Tsang
- Scritto da: Jasmine Chiong

### Trama
I guerrieri incontrano la schiva Rukhmini e cercano di convincerla a consegnare loro la Frusta della Fiamma Infinita. Colin mette in dubbio l'alleanza con le donnole.

## Un filo nell'oscurità
- Titolo originale: A Thread in the Dark
- Diretto da: Matthew Humprey e Mike Goguen
- Scritto da: Shane Lynch

### Trama
Dato che i suoi poteri magici non servono a niente, Veruca cerca di curare il fratello ferito in un villaggio segreto della foresta, ma Po e Lama stanno per raggiungerli.

## Una barca lenta per l'Inghilterra
- Titolo originale: Slow Boat to England
- Diretto da: Kevin Wotton, James Yang e Michael Mullen
- Scritto da: Joy Regguland

### Trama
Con Klaus e Veruca alle calcagna, Po e Lama mettono gli occhi sull'Inghilterra. L'imperatore incontra il protettivo padre di Po, il Sig. Ping, e un'intrigante Rukhmini.

## La caduta del cavaliere (prima parte)
- Titolo originale: The Knight's Fall: Part 1
- Diretto da: David Dick e Jack Kasprazak
- Scritto da: Christopher Amick e Ben Mekler

### Trama
Il duo si dirige al palazzo dell'imperatore per avvisarlo delle intenzioni di Klaus e Veruca. Po e Lama si separano e un segreto viene rivelato.

## La caduta del cavaliere (seconda parte)
- Titolo originale: The Knight's Fall: Part 2
- Diretto da: Kelly Baigent, Kevin Wotton e Will Ruzicka
- Scritto da: Christopher Amick e Ben Mekler

### Trama
Lama Errante svela tutto il suo passato. Una cavalcata epica su una slitta attraverso le montagne innevate spinge Po a prendere una decisione difficile.